# Połoniewicze
Połoniewicze (biał. Паланевічы, Pałaniewiczy; ros. Полоневичи, Połoniewiczi) – wieś na Białorusi, w obwodzie mińskim, w rejonie dzierżyńskim, w sielsowiecie Borowa.
Obok wsi znajduje się zaporowe Jezioro Połoniewickie, utworzone na Wołku.

## Historia
W XIX i w początkach XX w. położone były w Rosji, w guberni mińskiej, w powiecie mińskim, gminie Kojdanów.
Po I wojnie światowej pod administracją polską, w Zarządzie Cywilnym Ziem Wschodnich, w okręgu mińskim, w powiecie mińskim, gminie Kojdanów.
W wyniku postanowień traktatu ryskiego znalazły się w granicach Związku Sowieckiego. W okresie międzywojennym położona była przy granicy z Polską. Mieściły się tutaj komendantura i zastaw Wojsk Pogranicznych NKWD. Wieś zamieszkana była w większości przez Polaków. W latach 1932–1937 leżała w Polskim Rejonie Narodowym im. Feliksa Dzierżyńskiego.
W 1930 doszło tu do wystąpień przeciwko kolektywizacji. Na publicznym wiecu komunistyczni agitatorzy zastrzelili przemawiających w imieniu mieszkańców wsi Witolda Motara i Antoniego Maczyńskiego. W odwecie włościanie dokonali na komunistach samosądu. Ludność obawiając się represji, próbowała uciec do Polski, była jednak wyłapywana przez zwiększone tego dnia sowieckie wojska pograniczne. Dzień później Połoniewicze zostały spacyfikowane przez ekspedycję karną, a mieszkańcy aresztowani. Informacje o wydarzeniach ze względu na bliskość granicy przedostały się do Polski i były opisywane w polskiej prasie. Represje dotknęły mieszkańców Połoniewicz także podczas operacji polskiej NKWD w 1937. W okresie represji, 12 sierpnia 1937, dzieci uczące się w szkole w Połoniewiczach napisały do władz poddańczy list.
Od 1991 w niepodległej Białorusi.

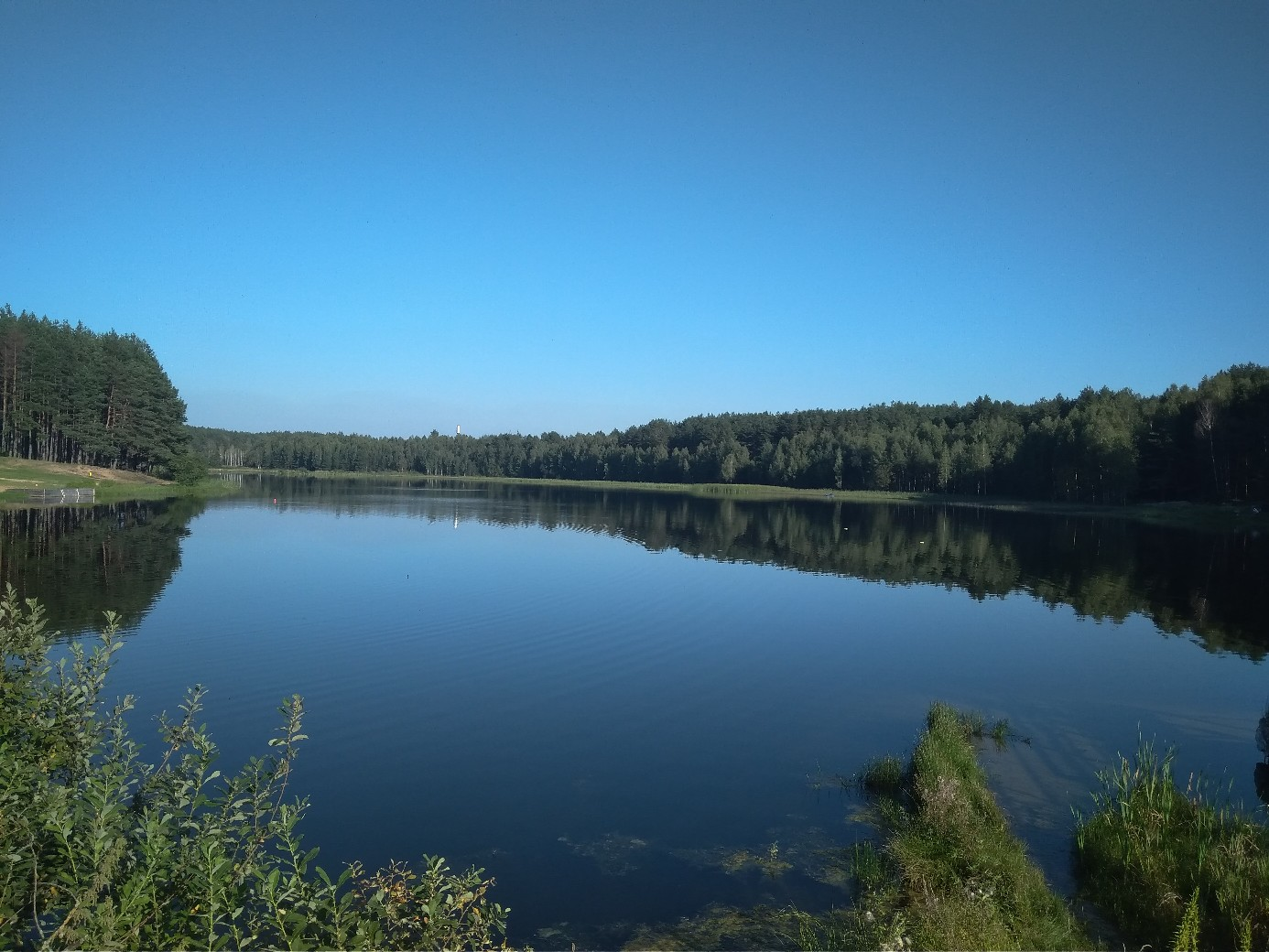
Jezioro Połoniewickie